# Cayetano Saporiti
Cayetano Saporiti (Montevideo, 14 gennaio 1887 – 1954) è stato un calciatore uruguaiano, di ruolo portiere.

## Palmarès

### Club
- Campionato uruguaiano: 2

Montevideo Wanderers: 1906, 1909

### Nazionale
- Campeonato Sudamericano de Football: 2

Argentina 1916, Uruguay 1917